# Піплмувер

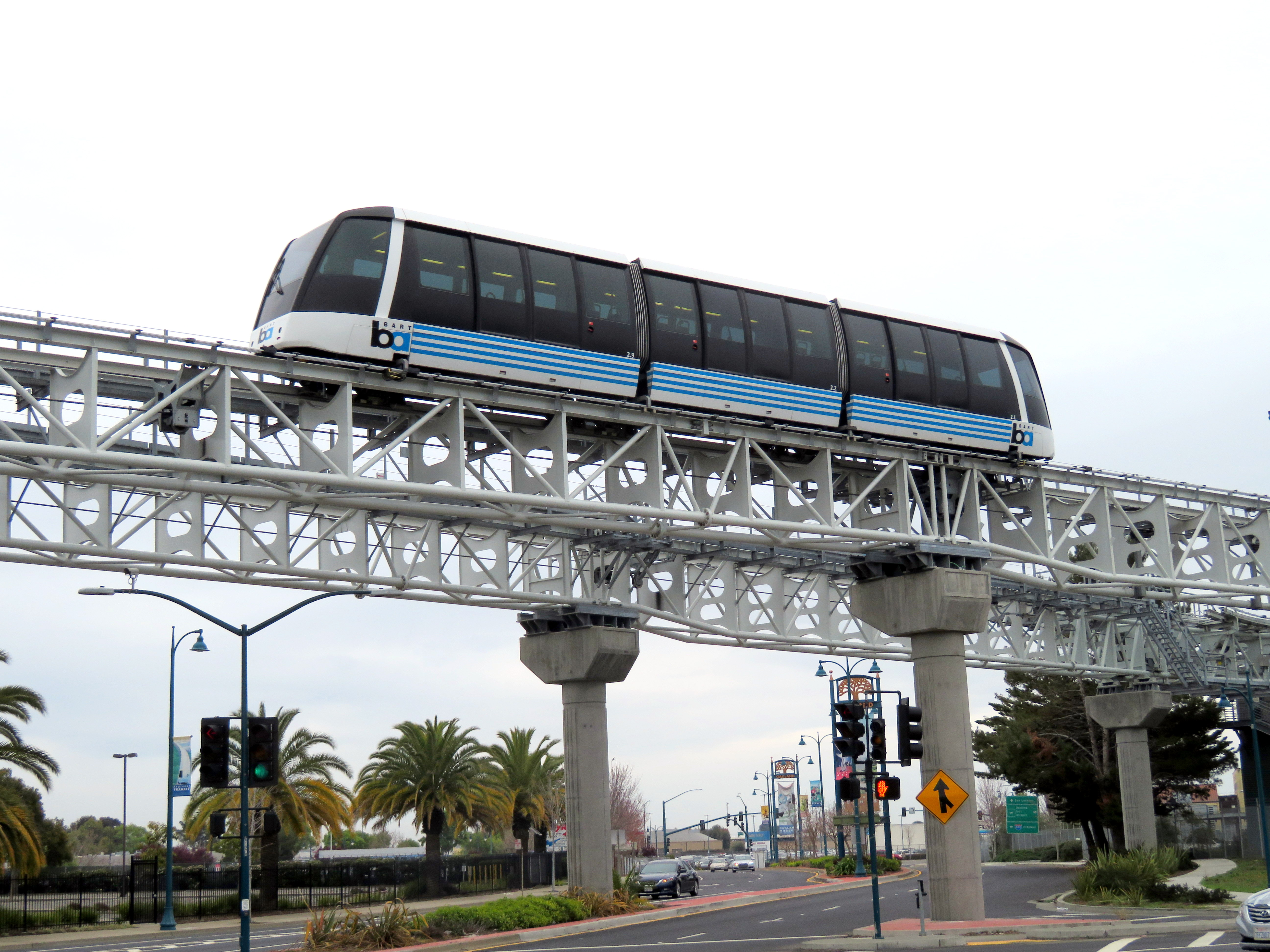
Піплмувер в аеропорту Окленда

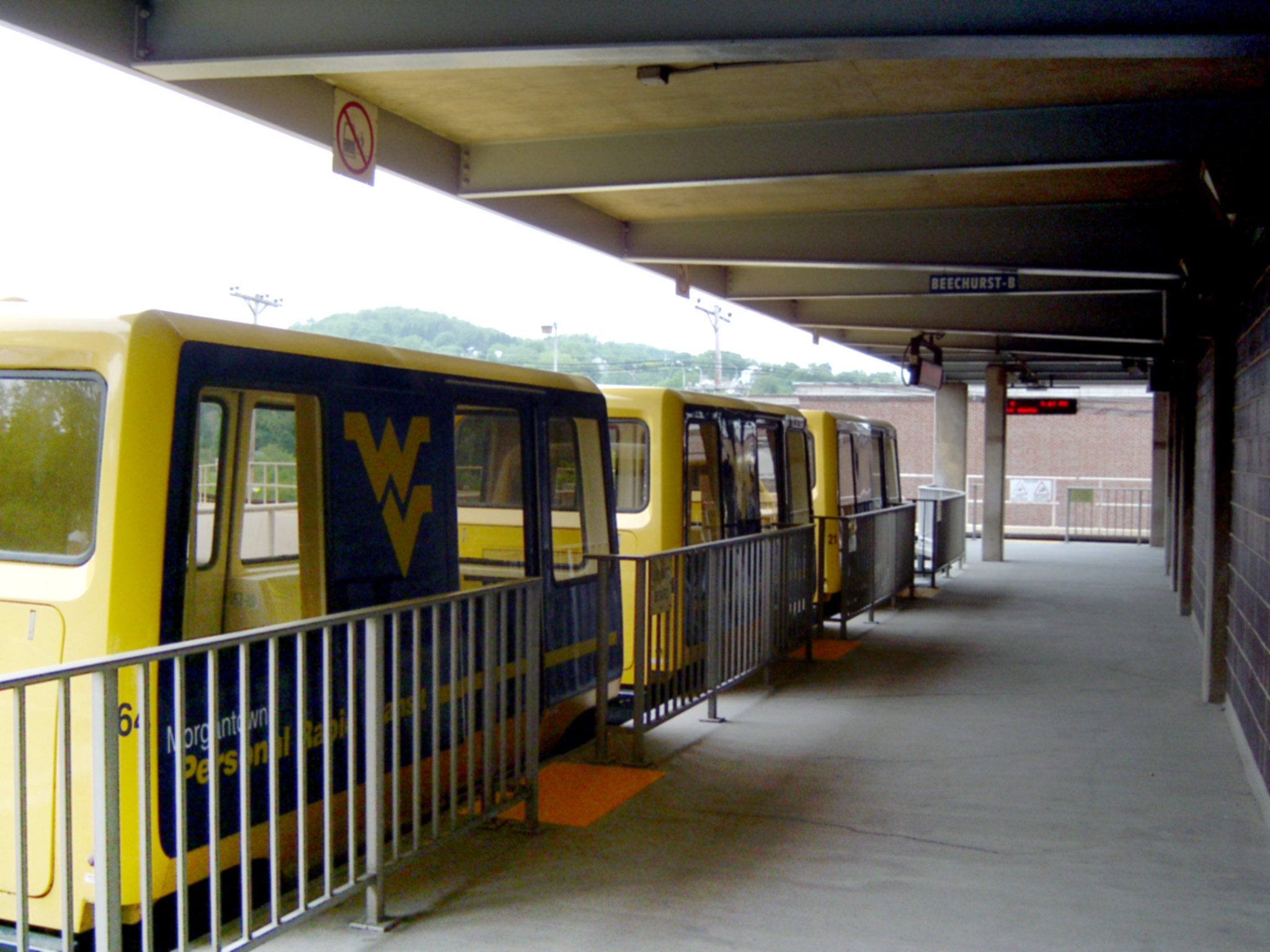
Мережа ПАТ університету Західної Вірджинії

Піплмувер — автоматизована система перевезення пасажирів малого масштабу. Цей термін зазвичай використовується тільки для опису систем, які обслуговують відносно невеликі території, такі як аеропорти, центральні райони міст або парки розваг.
Термін був спочатку застосований до трьох різних систем, розробленим приблизно одночасно. Однією з них був Skybus, автоматизована мережа громадського транспорту, яку з 1964 створювала як прототип корпорація Westinghouse Electric. Друга — People Mover або Minirail, відкрито в Монреалі на Експо-67. Третя — PeopleMover або WEDway PeopleMover, була туристичною пам'яткою, яка була спочатку представлена Goodyear Tire and Rubber Company і яку відкрито у Діснейленді в 1967 Тепер, однак, термін «піплмувер» є більш загальним і ці мережі можуть використовувати такі технології, як монорейка, залізничні колії, або маглев. Привід може бути звичайні електродвигуни, лінійні двигуни або канатну тягу.
Найчастіше, великі піплмувери називаються іншими іменами. Найуніверсальнішим є «автоматизована мережа перевезення пасажирів», яка охоплює будь-яку автоматизовану систему незалежно від її розміру. Деякі складні мережі піплмуверов розташовують безліч малих транспортних засобів по мережі зі станціями, розташованими поза самої лінії, по якій рухаються транспортні засоби та надають пасажирам практично безупинний сервіс. Ці мережі, подібні таксі, найчастіше називають персональним автоматичним транспортом (ПАТ). Більші системи з транспортними засобами, що перевозять 20-40 пасажирів іноді називають «груповим автоматичним транспортом» (ГАТ), хоча цей термін не сильно поширений. Інші складні системи піплмуверів мають характеристики, аналогічні системам громадського транспорту, і немає чіткої відмінності між комплексними піплмуверами цього типу і автоматизованою системою громадського транспорту. Інший термін «легке метро» також застосовується для опису таких систем у всьому світі..

## Історія

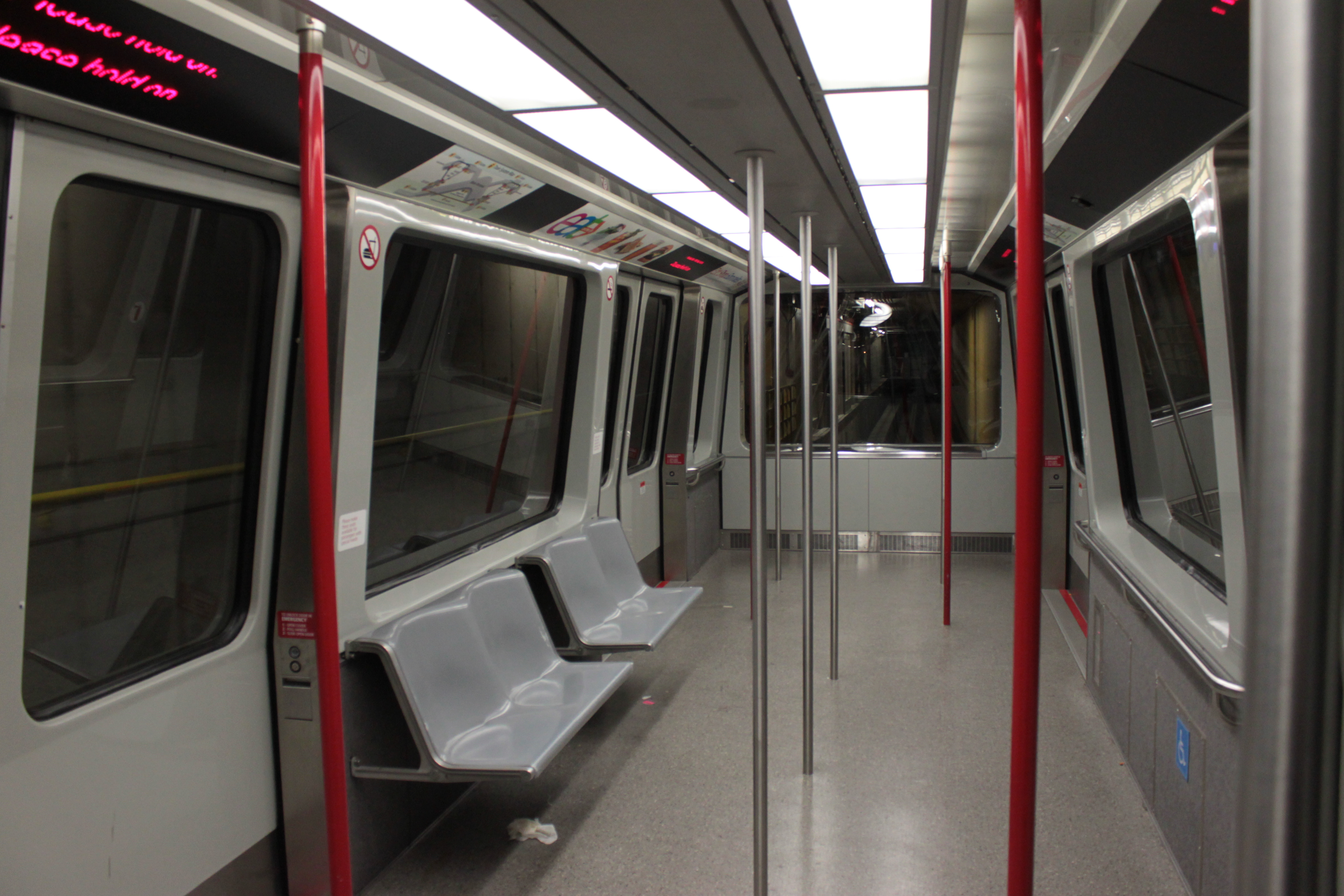
Інтер'єр Satellite Transit System, Сіетл, Вашингтон, США. Відкрита в 1969 році, вона була однією з перших в світі системою піплмувера.

### Безперервна залізниця
Однією з перших автоматизованих мереж для перевезення людей була «Безперервна залізниця» створена для Британської імперської виставки у Вемблі, Лондон в 1924 році. Ця залізниця мала склад з 88 вагонів без машиністів, що проходили по безперервній подвійній колії вздовж північного та східного боків виставки, з розворотними кільцями на обох кінцях.
Вагони їздили по двом паралельним бетонним балках і прямували блоками, що рухаються на внутрішній стороні цих бетонних балок, і приводилися в рух, захоплюючи різьблення обертового вала, що проходить між коліями в ямі; регулюючи кут нахилу цієї різьби в різних точках, можна прискорити або сповільнити вагони на станціях, щоб пасажири могли увійти і вийти. Залізниця надійно пропрацювала протягом двох років виставки, а потім була демонтована.
Невеликі дільниці цього колійного полотна і довколишню залізничну колію пропонувалося використовувати повторно.

## Виробники

### Важкі піплмувери
- Ansaldo STS
- Bombardier Innovia Metro
- Bombardier Innovia Monorail
- Kawasaki Heavy Industries Rolling Stock Company
- Mitsubishi Heavy Industry
- Véhicule Automatique Léger (VAL)
- Hyundai Rotem

### Легкі піплмувери
- Ansaldo STS
- Bombardier Innovia APM
- Doppelmayr Cable Car
- Leitner Group
- Poma Group
- Mitsubishi Heavy Industries Crystal Mover
- Parry People Movers (PPM)
- Hyundai Rotem

## Приклади

### Аеропорти
Багато великих міжнародних аеропортів по всьому світу обладнані мережами піплмуверів для перевезення пасажирів між терміналами або всередині самого терміналу. Деякі піплмувери в аеропортах сполучені з іншими мережами громадського транспорту, дозволяючи пасажирам подорожувати до міста, до якого належить аеропорт.

### Міські перевезення

#### Австрія
- Піплмувер Зерфаус

#### Бразилія
- Мережа Aeromovel[en] в Порту-Алегрі

#### Китай
- Гуанчжоу: Zhujiang New Town Automated People Mover System[en]
- Шанхай : лінія Пуцзян[en]

#### Франція
- Париж (Orlyval та CDGVAL; обидві — мережі VAL)

#### Німеччина
- Дортмунд і Дюссельдорф: H-Bahn, Дрезденська підвісна дорога
- Франкфурт: SkyLine

#### Італія

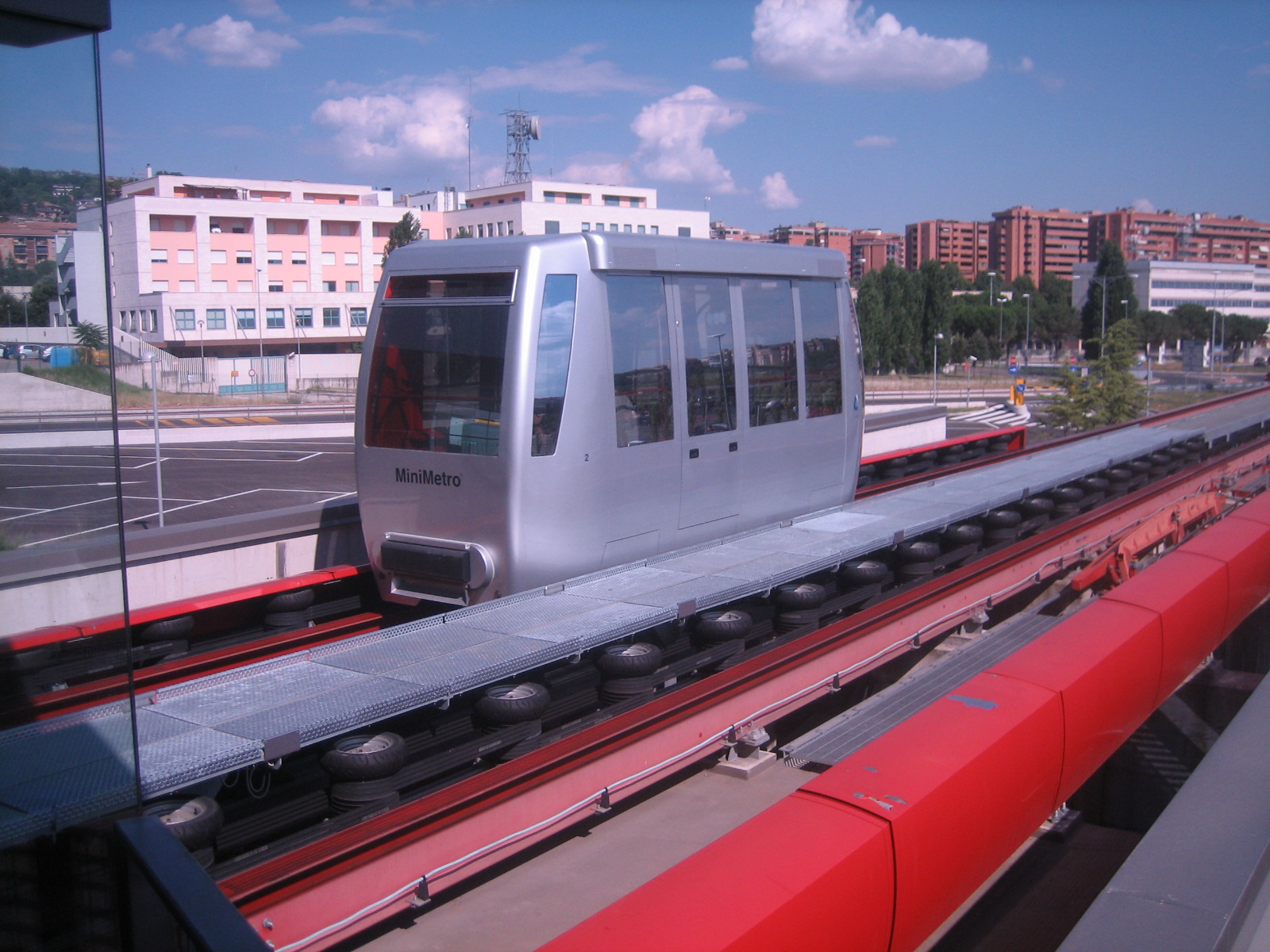
Автоматичне Мініметро у Перуджі, Італія

- Перуджа, Мініметро[en] (повністю автоматичне)
- Мілан, MeLA[it] Line 2 — Лікарня ім. С. Раффаеле (повністю автоматична)
- Піза, PisaMover[it] (повністю автоматична)
- Венеція, Венеціанський піплмувер Ізола-дель-Тронкетто — П'яццале-Рома.

#### Японія
- Кобе: Port Island Line[en], Rokko Island Line[en]
- Нагоя: Linimo[en], Yutorito Line[en]
- Осака: Nankō Port Town Line[en]
- Сайтама: New Shuttle[en]
- Сакура: Yamaman Yūkarigaoka Line[en]
- Токородзава: Seibu Railway[en] Seibu Yamaguchi Line[en] (Leo Liner)
- Йокогама: Kanazawa Seaside Line[en]

#### Малайзія
- Мелака Монорейка[en]

#### Філіппіни
- UP Diliman Automated Guideway Transit System[en]
- Bicutan Automated Guideway Transit System[en]

#### Португалія
- Порту : Funicular dos Guindais[en]

#### Сінгапур

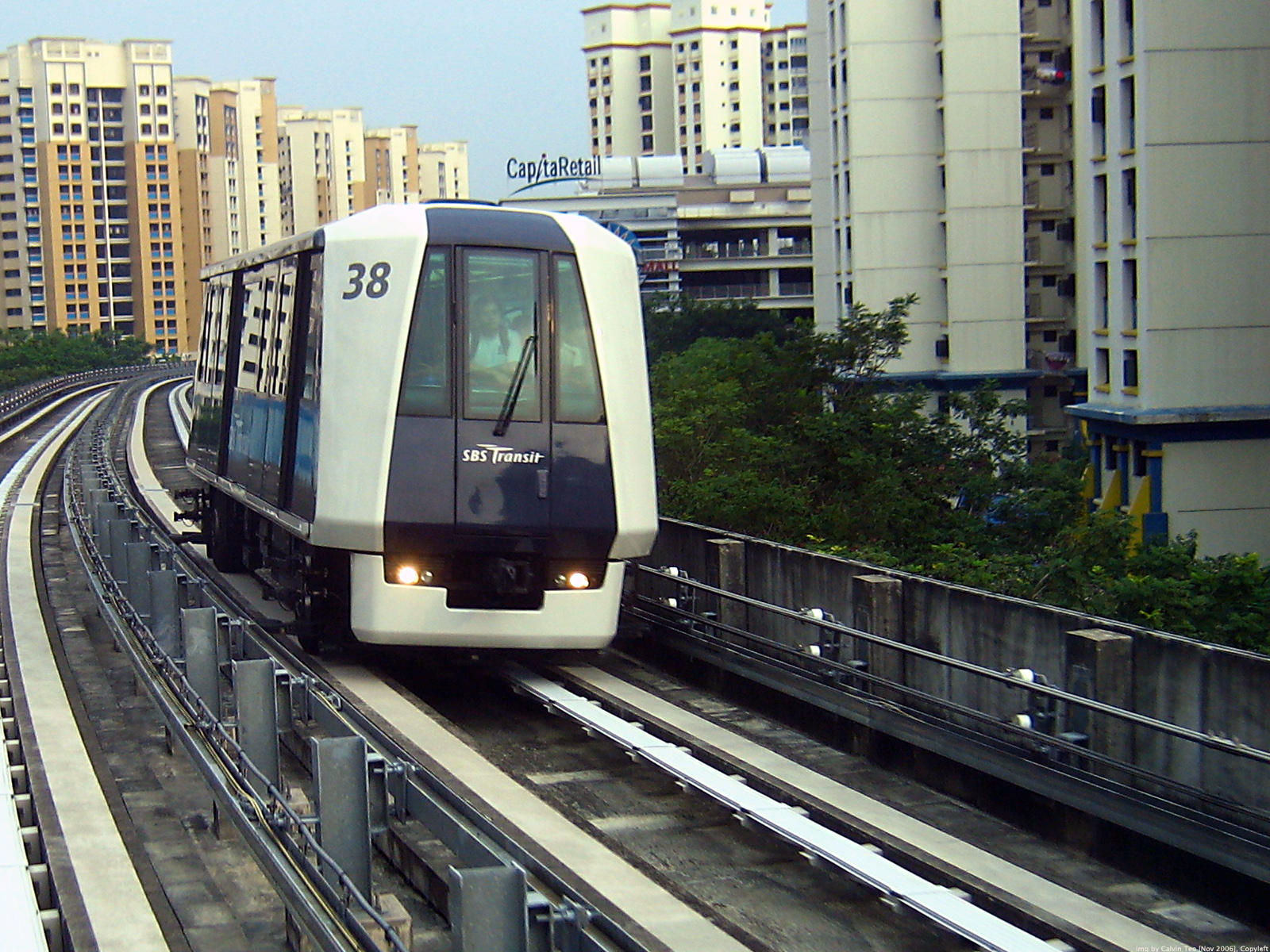
Sengkang LRT Line, A Mitsubishi Heavy Industries Crystal Mover on the East Loop, Singapore

- Bukit Panjang LRT Line[en]
- Sengkang LRT Line[en]
- Punggol LRT Line[en]

#### Південна Корея
- Лінія ЛРТ Пусан — Кімхе
- Ever (лінія ЛРТ, Йонг'ін)
- U (лінія ЛРТ, Ийджонбу)
- Ui (лінія ЛРТ, Сеул)
- Gimpo Goldline[en]

#### Таїланд
- Золота лінія[en] (будується)

#### Велика Британія
- Залізниця Стаурбридж[en]

#### США

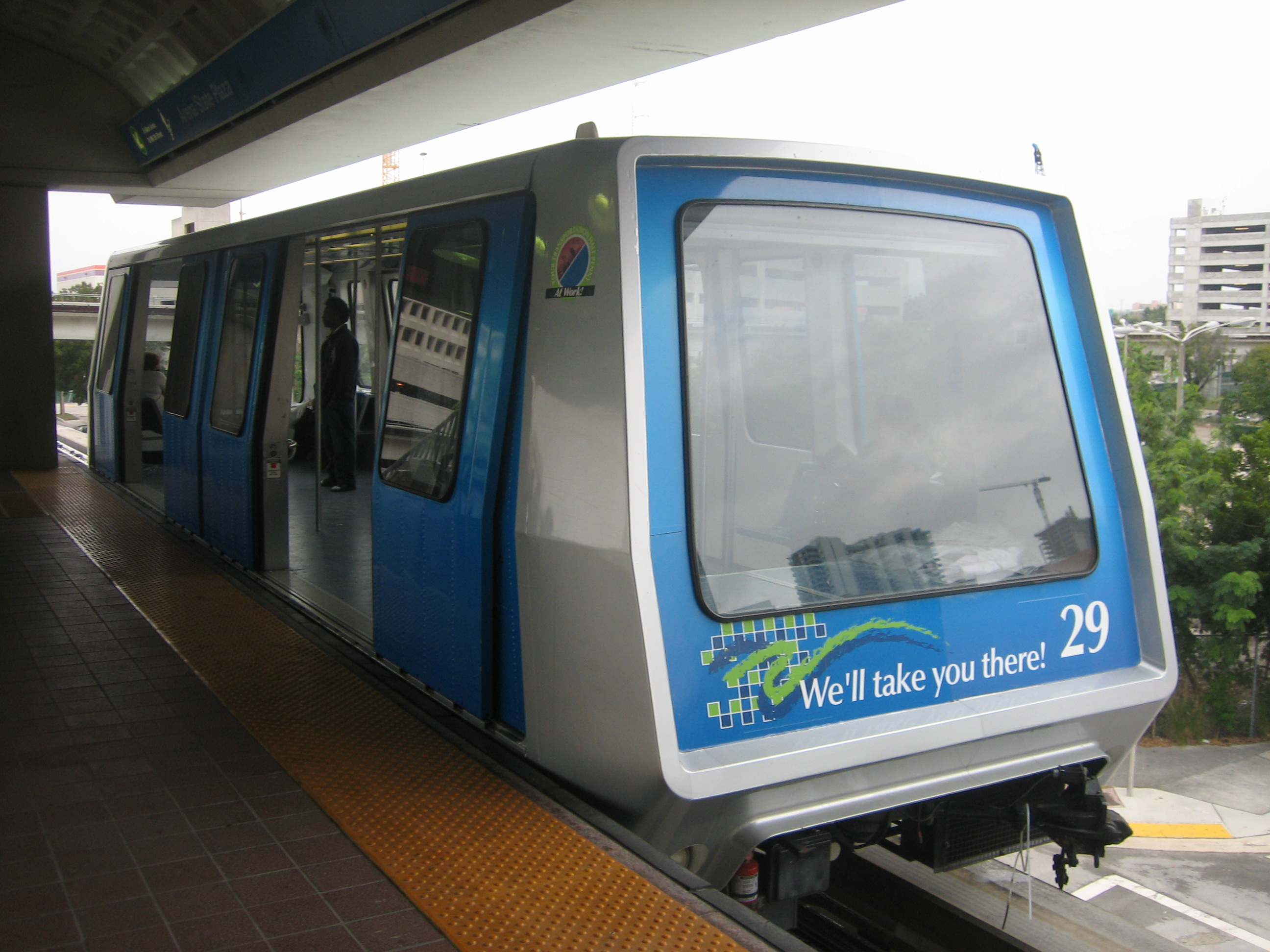
Метромувер, Маямі, Флорида, США

- Детройт, Мічиган: Піплмувер Детройта
- Джексонвілл, Флорида: Монорейка Джексонвілла
- Лас-Вегас, Невада: Монорейка Лас-Вегаса
- Маямі, Флорида: Метромувер, MIA Mover[en]
- Сіетл, Вашингтон: Монорейка Сіетла

#### Венесуела
- Каракас: Каблетрен Боліваріано[en]

### Парки розваг/виставкові центри/торгові центри/зоопарки

#### Канада
- Монреаль, Квебек: Minirail[en] (автоматизована монорейка на Експо-67, яка мала у своєму складі колії та рухомий склад із Швейцарської національної виставки 1964 роки)

#### Китай
- У Шанхаї в оглядовому тунелі Бунд працює SK people mover.

#### Гонконг
- Лінія Діснейленд-Резорт[en] (міський транспорт, що прямує до парку розваг)
- Ocean Express, у Ocean Park Hong Kong[en] (транспорт, що сполучає дві зони парку розваг)
- Піплмувер Гонконзького аеропорту[en] (транспорт, що сполучає посадочні гейти із паспортним контролем)

#### Індонезія
- Мережа Aeromovel[en] парку «Прекрасна Індонезія в мініатюрі[en]»

#### Японія
Гірська монорейка, невелика автоматизована монорейкова дорога, яка є в різних частинах Японії, може розглядатися як проста форма піплмувера.

#### Сполучені Штати
- Анагайм, Каліфорнія: колишній атракціон PeopleMover[en] у Діснейленді, який працював 1967—1995.
- Бей-Лейк, штат Флорида: атракціон Tomorrowland Transit Authority PeopleMover[en], який раніше називався Wedway PeopleMover, в Tomorrowland у Чарівному Королівстві[en] у Дісней Ворлд який був відкритий в 1975 році.
- Гантсвілл, штат Алабама: Піплмувер[en] сполучає різні будівлі Лікарні Гантсвілл[en]
- Індіанаполіс, штат Індіана: Піплмувер лікарні Університету Індіани[en] (робота призупинена на невизначений термін в лютому 2019 роки)
- Лас-Колінас[en], Ірвінг, Техас: Піплмувер Лас-Колінас[en]
- Моргантаун, Західна Вірджинія:  Піплмувер Моргантауну[en]
- Лас-Вегас, Невада: Трамвай Мандалай-Бей[en], монорейка Лас-Вегаса
- Орландо, Флорида: атракціон Гогвартс-Експрес[en], фунікулер всередині Universal Orlando[en], що сполучає дві секції «Чарівного світу Гаррі Поттера[en]».
- Ріно, штат Невада: шаттл курсує між вежами готелю Circus Circus Reno[en].[14]
- Вашингтон, округ Колумбія: Метро Капітолію США[en], лінія Дирксен/Гарт.

Нижче наведені монорейкові дороги, що також вважають піплмуверами.
- Анахайм, Каліфорнія — монорейка у монорейковій мережі Діснейленду[en]
- Бей-Лейк, Флорида — монорейка у монорейковій мережі Волта Діснея
- Герші (Пенсільванія) — монорейка у Гершіпарк
- Ланкастер (Пенсільванія) — монорейка парку розваг «Голландська країна чудес[en]»[15]
- Оушен-Сіті (Нью-Джерсі) — монорейка в парку розваг Gillians Wonderland Pier[en]
- Маршалл (округ Дейн, Вісконсин) — монорейка парку розваг «Little Amerricka[en]»
- Маямі, Флорида — монорейка у зоопарку Маямі[en]
- Нью-Йорк — монорейка у зоопарку Бронкса[en]
- Даллас, штат Техас — монорейка в зоопарку Далласа[en]
- Гілрой, Каліфорнія — монорейка Gilroy gardens надає відвідувачам вид з повітря на гігантську оранжерею садів
- Сакраменто, Каліфорнія — монорейкова дорога на Каліфорнійської Виставці, яка проходить більш милі навколо їх виставкового комплексу. Він відкритий тільки під час ярмарки штату Каліфорнія[16]
- Аїя (Гаваї) — Перлрідж-Центр. Сполучає верхню і нижню частину торгового центру. Це єдина монорейкова мережа на Гаваях.
- Ферфілд (Огайо) — монорейка міжнародного ринку Джангл-Джимс у Ферфілд, доставляє відвідувачів з віддаленої парковки в івент-центр Оскара; вагони були спочатку використані на сусідньому Кінгс-Айленді. .[17]
- Мемфіс (Теннессі). Коротка підвісна монорейкова дорога[en] сполучає острів Мад на річці Міссісіпі з Мемфісом.